# 1075 Helina
1075 Helina је астероид главног астероидног појаса са пречником од приближно 35,52 .
Афел астероида је на удаљености од 3,364 астрономских јединица (АЈ) од Сунца, а перихел на 2,664 АЈ.
Ексцентрицитет орбите износи 0,116, инклинација (нагиб) орбите у односу на раван еклиптике 11,523 степени, а орбитални период износи 1911,777 дана (5,234 година).
Апсолутна магнитуда астероида је 10,15 а геометријски албедо 0,122.
Астероид је откривен 29. септембра 1926. године.